# Akelarre (album)
Akelarre è il primo album in studio della cantante spagnola Lola Índigo pubblicato dalla casa discografica Universal Music il 17 maggio 2019. L'album in poco tempo ottiene un enorme successo, ottenendo un disco d'oro, debuttando in vetta alla classifica degli album in Spagna.
I brani El Humo, Fuerte e Game Over sono stati rilasciati (El Humo e Fuerte prima del disco) come singoli promozionali.

## Tracce
1. Mujer Bruja (con Mala Rodríguez) – 3:22
2. Maldición (con Lalo Ebratt) – 3:08
3. Inocente (con The Rudeboyz) – 2:57
4. Subliminal (con Maikel Delcalle e The Rudeboyz) – 2:58
5. Fuerte – 3:03
6. El Humo – 2:46
7. No se toca – 2:32
8. Amor veneno (con Nabález) – 3:23
9. Ya no quiero na' – 3:12
10. Game Over – 3:15

Tracce bonus nella riedizione Akelarre (Edición Especial)
1. Luna – 3:29
2. Santeria (con Danna Paola e Denise Rosenthal) – 3:04